# Pedro de Calatayud
Pour les articles homonymes, voir Calatayud (homonymie).
Pedro Antonio de Calatayud (ou Pedro Calatayud), né le 1er août 1689 à Tafalla, en Navarre (Espagne), et mort le 27 février 1773 à Bologne (Italie), est un prêtre jésuite espagnol, enseignant, prédicateur de missions de campagne et écrivain spirituel.

## Biographie

### Formation
Né à Tafalla, en Navarre, Pedro de Calatayud abandonne en 1710 des études de droit à l’université d'Alcalá pour commencer des études de théologie à Pampelune. Bientôt il entre dans la Compagnie de Jésus (31 octobre 1710) et fait son noviciat à Villagarcia (Palencia).
Il continue sa formation religieuse avec la philosophie et la théologie à Salamanque. Ordonné prêtre en février 1718 il reste à Salamanque pour y enseigner la philosophie (1718-1721). Il est également professeur de rhétorique à Medina del Campo et ensuite au collège Saint-Ambroise de Valladolid (1725-1728) Sa formation s’achève avec le Troisième An fait à Valladolid où il fait sa profession religieuse définitive le 2 février 1727.
En 1728 Calatayud est assigné à ce qui deviendra l’œuvre de sa vie: les missions populaires. Entre cette date et 1767 il parcourt et prêche sans relache en Galice, dans les Asturies, au Pays basque, en Vieille-Castislle. Il effectue aussi quelques voyages ne Andalousie, Extrémadure et au Portugal.
Après l’expulsion d’Espagne des membres de la Compagnie de Jésus (1767) et un cours exil en Corse il passe dans les États pontificaux en 1768. Il meurt à Bologne le 27 février 1773, quelques mois avant las suppression universelle de la Compagnie de Jésus.

### Missions populaires
Calatayud est avant tout un missionnaire des campagnes. Il s'inscrit en cela dans une longue tradition pour les Jésuites, tradition missionnaire des débuts de la Compagnie. On peut ainsi citer Jérôme Lopez, Tirso Gonzales ou Jérôme Durtari pour l'Espagne mais aussi Pierre Favre ou Jean-François Régis en France.
Dans cet apostolat il développe sa propre méthode basée sur la pratique du père Jérôme Lopez au XVIIe siècle. Les sermons sur les vérités fondamentales de la foi chrétienne forment le cœur de la mission populaire et visent à obtenir repentance suivie de la confession générale des fidèles et réforme de vie personnelle. Des cérémonies publiques à forte charge émotionnelle émaillent les ‘journées missionnaires’ des paroisses et villages, avec procession de pénitents, réparation des blasphèmes, pardon des péchés et expressions publiques de contrition. Il obtient des succès retentissants. Parallèlement à ces missions il organise des retraites pour le clergé et, encouragé par Bernard de Hoyos, fonde des ‘confréries du Sacré-Cœur’ en vue d’assurer l’amplification des fruits spirituels obtenus durant les missions.
L’enthousiasme populaire était grand. Mais Calatayud rencontra de l’opposition dans le clergé et les autorités civiles dont les vues teintées de jansénisme trouvaient l’attitude du missionnaire des campagnes trop laxiste. Sensible à la décadence des mœurs de son temps Calatayud avait une vue assez pessimiste de la nature humaine et limitait souvent la vie spirituelle à une stratégie de lutte sans relâche contre les assauts du Mal. Mais il perçoit que le déclin chrétien est conséquence de l’ignorance religieuse du peuple et il fait tout ce qu’il peut pour y remédier.
En dépit d’une intense activité pastorale Calatayud a laissé une œuvre écrite très vaste : 39 ouvrages publiés et des centaines de manuscrits. Sa correspondance révèle une vie spirituelle intense souvent exprimée en termes portant au sentimentalisme.

## Écrits
- Compendio doctrinal... [de] la Doctrina Christiana (Pamplona, 1731).
- Incendios de amor sagrado (Murcia, 1734).
- Práctica de la vida dulce y racional del Christiano (Valencia, 1734).
- Corona de doce Estrellas (Sevilla, 1734).
- Juizio de los Sacerdotes (Valencia, 1736).
- Gemidos del corazón contrito y humillado (Salamanca, 1736).
- Doctrinas prácticas (2 vol.), (Valencia, 1737-1739).
- Opúsculos y doctrinas prácticas (Logroño, 1744).
- Meditaciones breves y prácticas de los Novísimos y misterios del Salvador (Pamplona, 1746).
- Cathecismo práctico (Valladolid, 1747).
- Exercicios Espirituales (Valladolid, 1748).
- Methodo práctico y doctrinal...para la instrucción de las religiosas (Valladolid, 1749).
- Missiones y Sermones (2 vol.), (Madrid, 1754).
- Moral anathomia del hombre (Sevilla, 1758).
- De nombreux autres écrits sont restés à l’état de manuscrits.